# Isola di Salina
Salina è un'isola dell'Italia, appartenente all'arcipelago delle isole Eolie, in Sicilia

## Geografia
Misura 26,4 km² e tra le Eolie è la seconda per estensione e per popolazione dopo Lipari. È divisa in tre comuni della città metropolitana di Messina: Santa Marina Salina, Malfa e Leni (fino al 1867 faceva parte del territorio di Lipari, successivamente fu comune autonomo fino al 1910) e conta complessivamente circa 2 300 abitanti. 
Formata da sei antichi vulcani, possiede il primo e terzo rilievo più alto dell'arcipelago: il monte Fossa delle Felci, 962 m, e il monte dei Porri, 860 m, che conservano la tipica forma conica. Da questi due vulcani spenti, visti da nord-est, deriva il suo antico nome greco antico Διδύμη, Didỳmē (da δίδυμος, dìdymos, "gemello"). 
L'attuale nome deriva invece da un laghetto presente nella frazione di Lingua del Comune di S. Marina di Salina, dal quale si estraeva il sale.

## Storia
Dagli scavi sono emersi insediamenti risalenti all'età del bronzo e un'alternanza di periodi di completo abbandono con altri di forte sviluppo.
Ritrovamenti presso Santa Marina mostrano un insediamento attorno al IV secolo a.C. Attorno al VII secolo d.C. Salina fu una delle Eolie più popolate, perché i vulcani di Lipari erano in attività. Le invasioni arabe la resero deserta finché, attorno al XVII secolo, tornò a popolarsi.

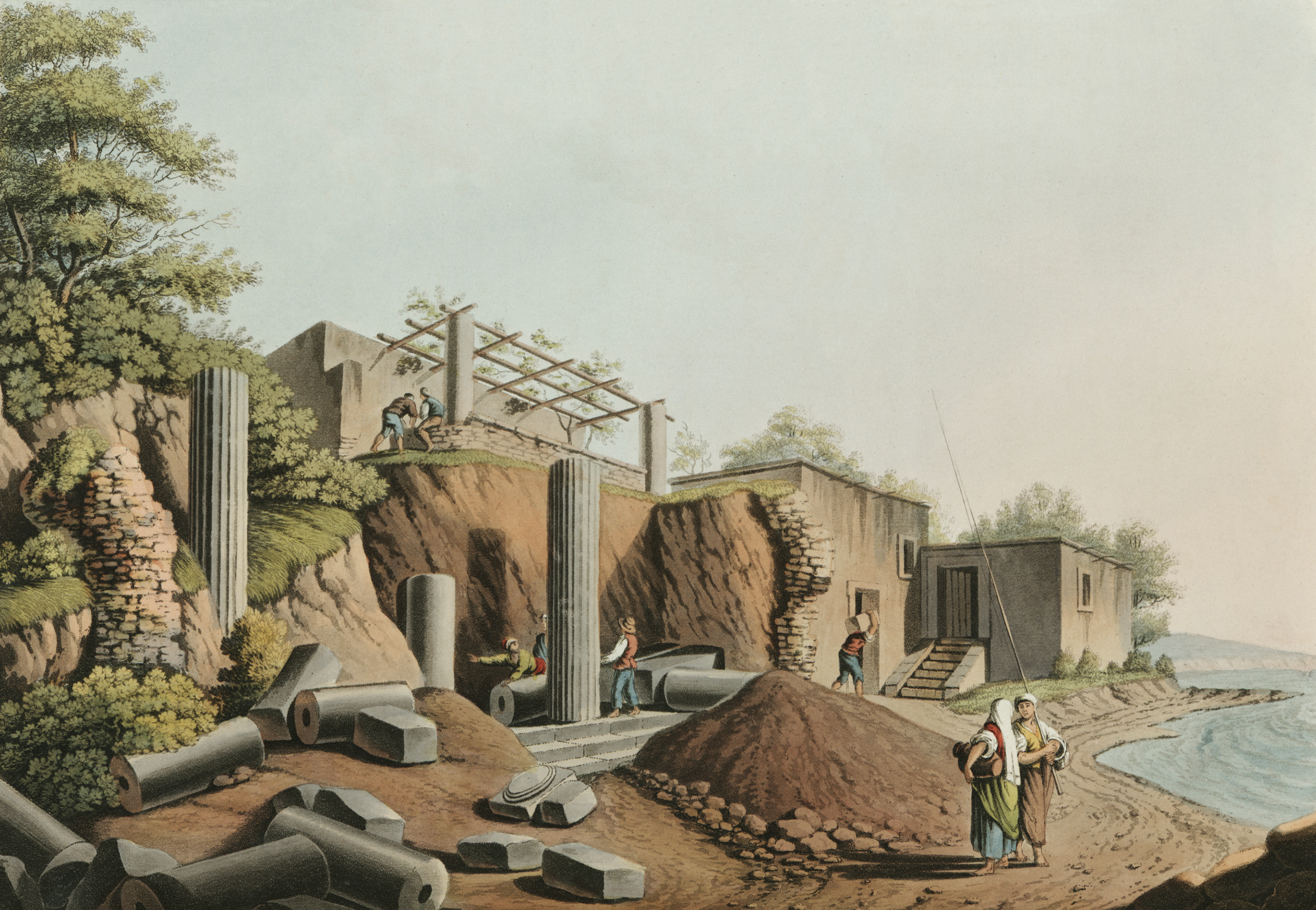
Illustrazione di un antico tempio nell'isola di Salina - Luigi Mayer (1755-1803)

L'abate Gerolamo Maurando giunse nel 1544 nell'arcipelago delle Eolie attestando l'esistenza di un'attività economica molto florida che probabilmente era già iniziata durante il Medioevo.
Tuttavia, a quel tempo, nonostante la presenza di vigneti sull'isola non si presume la presenza di comunità organizzate: la continua minaccia dei pirati che assediava l'isola sin dall'epoca bizantina, aveva spinto i liparesi a limitare le visite unicamente per la cura dei vigneti e dei raccolti durante le stagioni.
L'isola si ripopola solo alla fine del 1500, grazie alle concessioni enfiteutiche del Vescovo di Lipari, e raggiunge il suo apice nella metà dell'Ottocento: durante 300 anni si ritrovano a convivere famiglie provenienti da tutto il basso Tirreno, attratte dal lavoro e dall'illusione della piccola proprietà.
La conseguente dipendenza economica dall'isola maggiore di Lipari, dovuta alla mancanza di tradizioni comuni nella nuova comunità, ha fine solo agli inizi del XIX secolo, quando un'improvvisa domanda di Malvasia permette agli abitanti di Salina di affermarsi finalmente nei mezzi di scambio: per dieci lunghi anni, infatti, i commissari per gli approvvigionamenti dell'armata britannica, giunta a Messina per fronteggiare la possibile avanzata di Napoleone in Sicilia, richiedono il noto 'passito eoliano' sulle tavole dei loro ufficiali. Una domanda così duratura innesca un processo di sviluppo locale tale da permettere all'isola di affrancarsi dall'economia liparese nonché dal suo potere amministrativo.
Tuttavia, nella primavera del 1889, la fillossera invade i vigneti dell'intera Europa e pone fine alla prosperità, l'emigrazione prende piede e in quindici anni la popolazione di Salina si dimezza.

## Economia
Salina è l'isola più fertile delle Eolie e ricca d'acqua; vi si coltivano uve pregiate dalle quali si ricava il Malvasia delle Lipari, un vino di sapore dolce, e capperi che sono esportati in tutto il mondo.
Un'altra risorsa per l'isola è il turismo.

## Cinema
A Pollara (frazione di Malfa) sono state girate alcune scene del film Il postino (1994), l'ultima pellicola interpretata da Massimo Troisi. Altri dialoghi si svolgono nei pressi di una scogliera rivolta verso l'isola di Filicudi, la cui spiaggia si è in seguito ridotta a causa dell'erosione.
A Lingua (frazione di Santa Marina Salina) sono state girate alcune scene del film Caro diario (1993) di Nanni Moretti.
A Rinella (frazione di Leni) sono state girate alcune scene del film Vulcano (1950) con Anna Magnani.

## Cultura
Dal 2007 è sede del SalinaDocFest, festival internazionale del documentario narrativo.
Dal 2011 è sede del MareFestival (Mare Festival Salina – Premio Troisi).
A Lingua, frazione di Santa Marina Salina c'è il Museo Civico che ospita dei reperti della preistoria dell'isola e si trovano il ponte settecentesco di ciottoli di mare e le antiche vasche del periodo ellenico.

## La riserva naturale
Nel 1981 è stato istituito il parco regionale di Salina e nel 1984 la Riserva naturale Le Montagne delle Felci e dei Porri.

## Galleria d'immagini

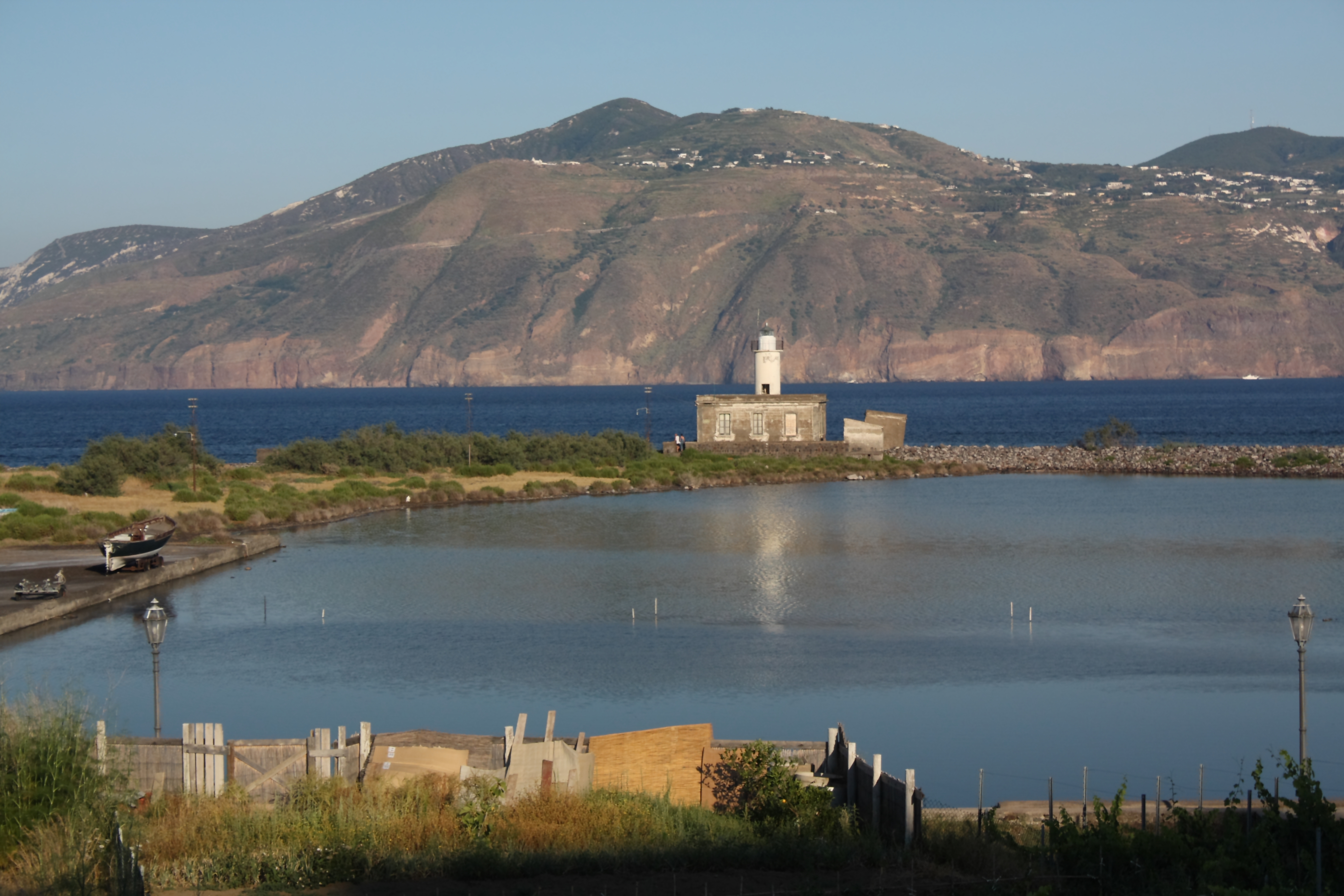
Laghetto di Lingua
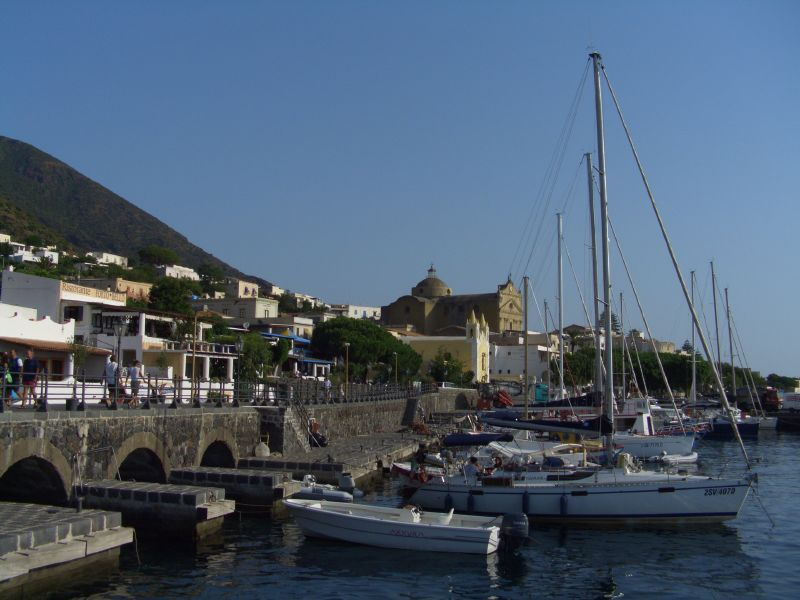
Il porto di Santa Marina Salina
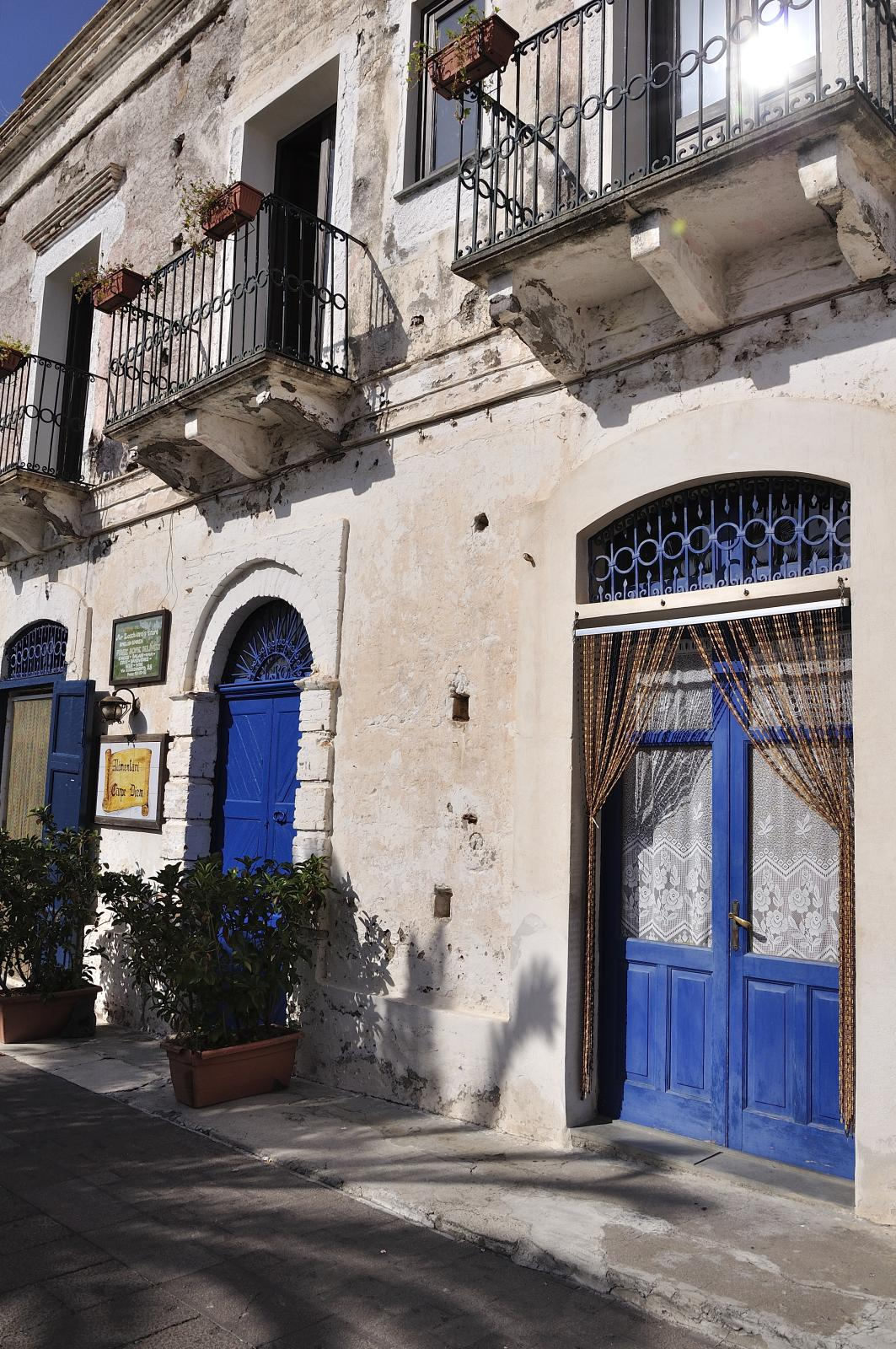